# Cantó de Briançon Sud
El cantó de Briançon Sud és un cantó francès del departament dels Alts Alps, situat al districte de Briançon. Té 5 municipis i el cap és Briançon.

## Municipis
- Briançon
- Cerviéras
- Puei-Sant Andreu
- Puei-Sant Peire
- Vilard-Sant Pancraci

## Història
| Data d'elecció                           | Identitat       | Partit                                 | Qualitat |
| ---------------------------------------- | --------------- | -------------------------------------- | -------- |
| 1964-1988                                | Paul Blein      | PS, després Divers gauche, després MRG |          |
| 1988-2008                                | Alain Bairou    | DL, després UMP                        |          |
| 2008-                                    | Monique Estachy | UMP                                    |          |
| les dades anteriors no són pas conegudes |                 |                                        |          |
|                                          |                 |                                        |          |

| 1962 | 1968 | 1975 | 1982 | 1990  | 1999  | 2007   |
| ---- | ---- | ---- | ---- | ----- | ----- | ------ |
| -    | -    | -    | -    | 9.391 | 9.671 | 10.511 |